# Álvaro Brechner

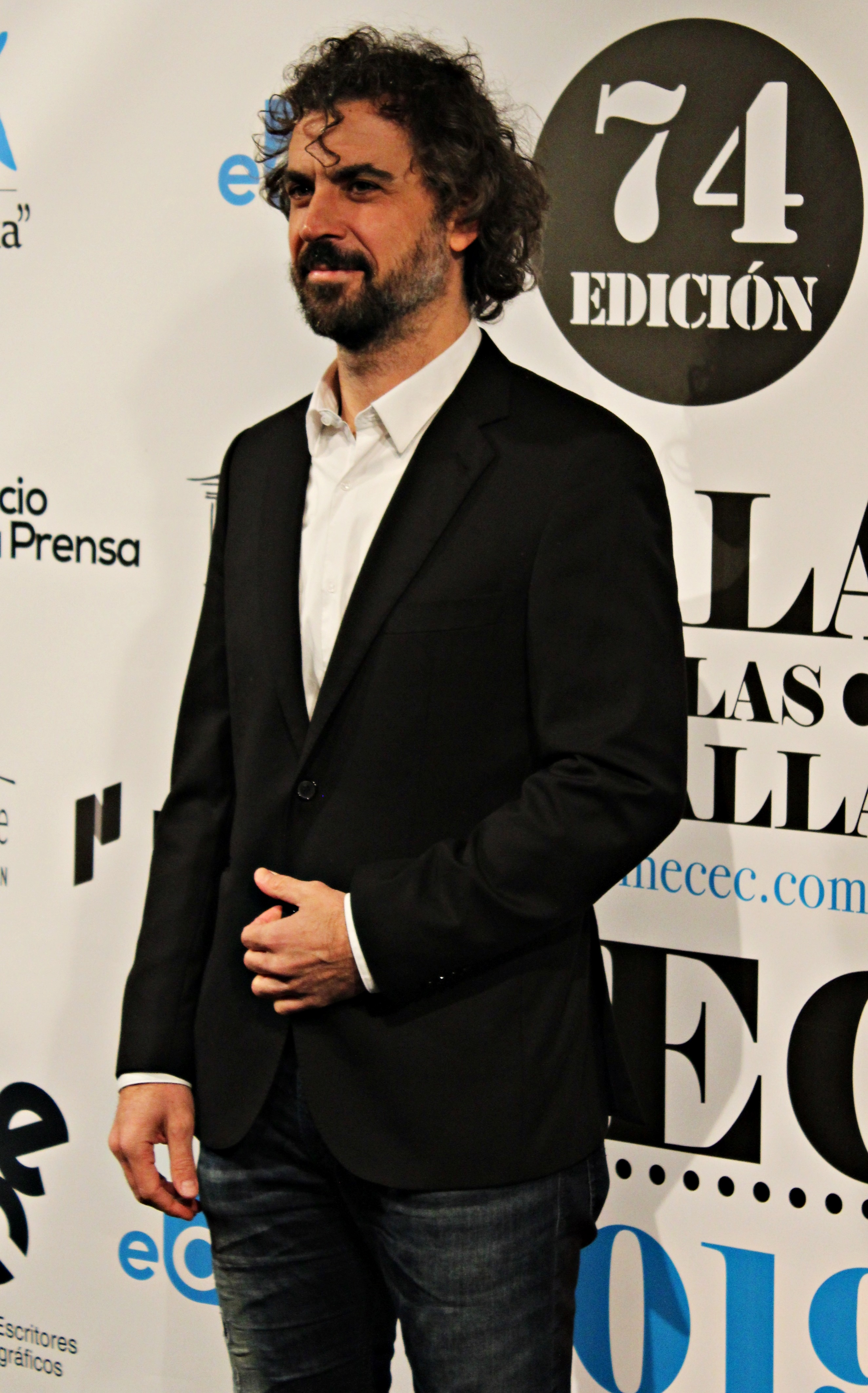
Álvaro Brechner (2019)

Álvaro Brechner (geb. 9. April 1976 in Montevideo, Uruguay) ist ein uruguayischer Filmregisseur, Drehbuchautor und Filmproduzent. Er gilt als eines der führenden südamerikanischen Talente der 2010er Jahre. Seine Filme wurden auf einigen der wichtigsten Filmfestivals wie den Filmfestspielen in Cannes und Venedig uraufgeführt und als offizielle Auswahl Uruguays für den Oscar in der Kategorie Bester fremdsprachiger Film ausgewählt. 

## Leben
Álvaro Brechners Großeltern väterlicherseits kamen 1938 aus Polen nach Uruguay. Seine Großmutter mütterlicherseits kam aus Deutschland. Sein Cousin ist der Filmproduzent Denny Brechner. Seit 1999 lebt er in Madrid.
Brechner hat mehrere Kurz- und Dokumentarfilme sowie drei Spielfilme gedreht. Sein Debüt Mal día para pescar wurde 2009 bei den 62. Filmfestspielen von Cannes im Rahmen der Semaine de la critique gezeigt und erhielt darüber hinaus zahlreiche Preise bei internationalen Festivals. Mal día para pescar wurde ebenfalls als Kandidat Uruguays zum besten fremdsprachigen Film für die Oscarverleihung 2010 eingereicht.
Mit Señor Kaplan war er 2014 für den Goya in der Kategorie Bester iberoamerikanischer Film nominiert. Señor Kaplan erhielt im Dezember 2014 von der Asociación de Críticos de Cine del Uruguay (ACCU) den ACCU-Kritikerpreis in mehreren Kategorien: den Hauptpreis als bester nationaler Film, für die beste Regie (Brechner), das beste Drehbuch (Brechner), die beste Schauspielerin (Nidia Telles), die beste Kamera (Álvaro Gutiérrez), den besten Ton (Fabián Oliver und Nacho Royo) und die beste künstlerische Leistung (Gustavo Ramírez) in einem uruguayischen Film. Den längsten Applaus einer Voraufführung bei den Filmfestspielen in Venedig erhielt Brecher am 1. September 2018 mit seinem Film Tage wie Nächte, der auf realen Fakten, etwa der zwölf Jahre währenden Isolationshaft des 2010 zum uruguayischen Präsidenten gewählten José Mujica, beruht. Für diesen Film wurde er 2018 mit dem Goya in der Kategorie Bestes adaptiertes Drehbuch ausgezeichnet.

## Filmografie (Auswahl)
- 2009: Mal día para pescar
- 2014: Señor Kaplan
- 2018: Tage wie Nächte (La noche de 12 años)
- 2022: El Presidente (TV-Serie, zwei Folgen)